# أندرو ونتر
أندرو ونتر (بالإنجليزية: Andrew Winter)‏ (و. 1892 – 1958 م) هو رسام من الولايات المتحدة الأمريكية .